# 162. vestlige længdekreds
Den 162. vestlige længdekreds (eller 162 grader vestlig længde) er en længdekreds, der ligger 162 grader vest for nulmeridianen. Den løber gennem Ishavet, Nordamerika, Stillehavet, det Sydlige Ishav og Antarktis.